# Croizet-sur-Gand
Croizet-sur-Gand é uma comuna francesa na região administrativa de Auvérnia-Ródano-Alpes, no departamento de Loire. Estende-se por uma área de 5,98 km². Em 2010 a comuna tinha 317 habitantes (densidade: 53 hab./km²).